# スピン密度波
スピン密度波（-みつどは、英語: spin density wave、SDW）とは、基本的には一つの方向にだけ金属の性質を持つ「１次元性導体」の電流を運ぶ電子が作るスピン密度の波である。原理的には電荷密度波(CDW)と同様に理解できるが、CDWは電子間のクーロンの法則を無視できる場合のものであるのに対し、SDWはクーロン斥力が大事になるときに生じる。電子の「スピン」という量子力学特有の性質が主役である。SDW（とCDW）は、ある特徴的な波長を持つ波であり、SDWでは電子のスピンの密度に粗密波が生じる。

## 原理
SDWの起因と性質を理解するには、量子力学の世界で考察する必要がある。しかし、その結論は次のようにイメージできる。まず、CDWでは、電子系との相互作用の結果、物質を構成する原子・分子の配列周期に新たな周期歪の波が生じて、電子系には同じ波長の密度の波が生じ、混成波としてCDWが生じる。その波長の大きさは、ちょうど１波長の中に２個の電子が割り当てられるようなものである。SDWでは、上向きスピンと下向きスピンそれぞれの電子が密度波を作り、その密度波の波長は、CDWと同じく、ちょうど１波長の中に２電子が割り当てられる大きさである。上向きスピン、下向きスピンそれぞれの電子の波は、電子間クーロン斥力を最小にするように互いに避け合う。つまり、上向きスピンの粗密波の密度最大の位置には、下向きスピンの密度最小の位置がくる。その結果、１次元方向に上向きスピンの波の密度のピークと、下向きスピンのそれとが交互に位置することになる。スピンは磁性の担い手であり、これは反強磁性の状態である。

## 相転移[3]
SDWが生じると金属状態から絶縁体状態への相転移が生じる。その理由は、例えば一つの向きのスピンの電子に対して、逆向きのスピンの電子はCDWのときの格子歪の波に相当する作用を及ぼすので、量子力学のバンド理論でいう「フェルミエネルギー」にバンドギャップが開くからである。また、SDWは物質中に不純物（特に磁性不純物）がなければ、物質中を任意の速さで滑って電流を運ぶことができる。またクロムのように１次元性導体でなくても、その電子系に１次元とみなせる方向があれば、その方向に沿ってSDWが生じることができる。このような性質はCDWと基本的に共通である。
SDWとCDWは、固体におけるエネルギーの低い2つの似通った秩序状態を指す。2つの状態とも、異方的な低次元物質もしくはフェルミエネルギー{\displaystyle N(E_{F})}に高い状態密度を持つ金属において低温でおきる。このような物質でおきる他の低温での基底状態は、超伝導、強磁性、反強磁性である。秩序状態への転移は、凝縮エネルギーによって引き起こされ、その大きさはおよそ{\displaystyle N(E_{F})\Delta }である。{\displaystyle \Delta }は転移によって開くエネルギーギャップの大きさである。SDWはスピン波とは異なることに注意しなければならない。スピン波は強磁性、反強磁性の励起状態である。

## 周期性
基本的にSDWとCDWは、周期的な変調をそれぞれ電子のスピン密度と電荷密度に生じ、それらは特徴的な空間周波数{\displaystyle q}を持ち、{\displaystyle q}はイオンの位置を表す対称群においては変化しない。CDWによる新たな周期性は、走査型トンネル顕微鏡や電子回折によって簡単に見ることが出来る。これに比べSDWは見にくく、一般的に中性子回折法や磁化率測定によって見ることができる。もし新たな周期性が格子定数の整数分の1か整数倍の時は、波はコメンシュレートであると言い、そうでない時は、インコメンシュレートであると言う。

## ネスティングベクトル

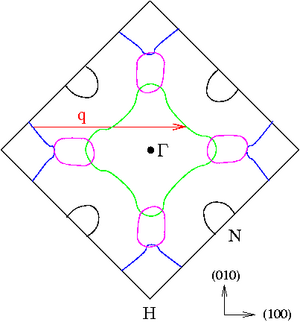
k空間におけるCrのフェルミ面の(001)断面。Crのバンド構造によって、点を中心とした電子ポケット(緑)とH点を中心としたホールポケット(青)が生じている。囲んでいる黒い四角は第一ブリュアンゾーンを示す。

なぜ、高い{\displaystyle N(E_{F})}を持つ固体は低温で密度波を形成し、他の物質は超伝導や磁気的な基底状態をとるのか。その答えは物質のフェルミ面に存在するネスティングベクトルと関係している。ネスティングベクトルの概念を図に示す。これはよく知られたCrの場合である。Crはネール温度311Kで常磁性からSDW状態に転移する。Crは体心立方格子であり、フェルミ面の特徴として、{\displaystyle \Gamma }点とH点を中心とする電子ポケットの間に、フェルミ面が多くの平行な境界を持っている。これらの大きい平行な領域は、図の赤で示されたネスティングベクトル{\displaystyle q}によって結ばれている。スピン密度波によって出来た実空間での周期は{\displaystyle 2\pi /q}で与えられる。この空間周波数のSDWができることによって、エネルギーギャップが開き、系のエネルギーが下がる。CrにおけるSDWの存在を始めて仮定したのはパデュー大学のAlbert Overhauserである。MITのクリフォード・シャルは、CrにおけるSDWを実験で観測したことで、1994年にノーベル物理学賞を受賞した。CDWの理論を初めて提案したのは、超伝導を説明しようとしていたオックスフォード大学のルドルフ・パイエルスである。
低次元の固体の多くはフェルミ面が異方的であり、顕著なネスティングベクトルを持っている。有名なものに、層状物質のNbSe3、TaSe3、K0.03MoO3(Chevrel相)や擬一次元有機導体のTMTSFやTTF-TCNQがある。CDWは固体表面でも良く見られ、表面再構成や二量体などと呼ばれる。表面は二次元フェルミ面で描かれ、層状物質のようになっているので、CDWにとってしばしば都合が良い。
密度波の最も魅力的な性質は、そのダイナミクスである。適切な電場や磁場のもとでは、場の向いている方向に密度波が"スライド"する。電場や磁場の力によるものである。大抵は密度波のスライディングは直ちに起こらず、しきい電場を越えるまでは"ピン止め"されている。しきい値電場で、欠陥が作るポテンシャルから抜け出すことが出来る。したがって、密度波のヒステリシスのある動きは転位や磁区のものとは異なる。電荷密度波固体の電流電圧特性は、ピン止め電圧までは非常に高い抵抗を示し、それより上ではオームの法則的な振る舞いを示す。ピン止め電圧は物質の純度に依存するが、この電圧以下では結晶は絶縁体である。